# Episodi di Con affetto, tuo Sidney (seconda stagione)
La seconda stagione della serie televisiva Con affetto, tuo Sidney è stata trasmessa in anteprima negli Stati Uniti d'America dalla NBC tra il 2 ottobre 1982 e il 6 giugno 1983.
| nº | Titolo originale     | Titolo italiano | Prima TV USA     | Prima TV Italia |
| -- | -------------------- | --------------- | ---------------- | --------------- |
| 1  | Pro and Cons         |                 | 2 ottobre 1982   |                 |
| 2  | The Accident         |                 | 9 ottobre 1982   |                 |
| 3  | Sidney's Spree       |                 | 16 ottobre 1982  |                 |
| 4  | Sidney's Cousin      |                 | 23 ottobre 1982  |                 |
| 5  | The Anniversary      |                 | 30 ottobre 1982  |                 |
| 6  | Rhonda Rabbit        |                 | 6 novembre 1982  |                 |
| 7  | Sitcom               |                 | 13 novembre 1982 |                 |
| 8  | Jan (Part 1)         |                 | 27 novembre 1982 |                 |
| 9  | Jan (Part 2)         |                 | 4 dicembre 1982  |                 |
| 10 | Sidney's Hero        |                 | 11 dicembre 1982 |                 |
| 11 | Ballet               |                 | 18 dicembre 1982 |                 |
| 12 | One Is Enough        |                 | 28 marzo 1983    |                 |
| 13 | Show Biz Mamas       |                 | 4 aprile 1983    |                 |
| 14 | Blinded              |                 | 11 aprile 1983   |                 |
| 15 | Sidney's Bar Mitzvah |                 | 18 aprile 1983   |                 |
| 16 | The Movie            |                 | 25 aprile 1983   |                 |
| 17 | Sidney's Art Show    |                 | 2 maggio 1983    |                 |
| 18 | The Revolutionary    |                 | 9 maggio 1983    |                 |
| 19 | Alison (Part 1)      |                 | 16 maggio 1983   |                 |
| 20 | Alison (Part 2)      |                 | 16 maggio 1983   |                 |
| 21 | The Shrink           |                 | 30 maggio 1983   |                 |
| 22 | Surprise Party       |                 | 6 giugno 1983    |                 |